# Chantico Corona
La Chantico Corona è una struttura geologica della superficie di Venere.